# Claudia Schmidt
Claudia Schmidt (Ciudad de México, México, 27 de mayo de 1983) es una actriz mexicana. Es conocida por su actuación de Sabrina en la Serie Rebelde.

## Biografía
Claudia Schmidt nació en la Ciudad de México el 27 de mayo de 1983. Se recibió como licenciada en Comunicación. Estudió actuación en la escuela de Artes Escénicas y Audiovisuales CasAzul, además de danza en la academia de Ema Pulido. Tuvo una pequeña participación en la telenovela El Alma Herida producida por Argos Comunicación para Telemundo en 2003. Luego interpretó el papel de Andrea en la puesta en escena Perras de Guillermo Ríos. En 2005 se integró a la telenovela Rebelde de Televisa interpretando el papel de Sabrina.

## Actuación enRebelde
Representa el papel de Sabrina Guzmán, la hija del jefe de la discográfica que quiere lanzar a RBD a la fama.
Pero también conoce a Miguel (Alfonso Herrera) integrante de la banda se enamora de él y hace hasta lo imposible por separarlo de Mia Colucci (Anahí) la novia de Miguel.

## Telenovelas
- El alma herida, 2003.
- Rebelde, 2005.
- Pasión 2007.
- Imperio de mentiras 2020.